# Öchsle-Radweg
Der Öchsle-Radweg ist eine Radstrecke im Landkreis Biberach. Er führt über 19 km von Warthausen nach Ochsenhausen. Größtenteils ist die Route an der Öchsle-Bahn orientiert, oftmals verlaufen Radweg und Schienen parallel.

## Verlauf
In Warthausen beginnt der Radweg beim Bahnhof. Er führt entlang der Bahnstrecke nach Herrlishöfen, wo die Schienen durch eine Unterführung gequert werden. Hier trennen sich Trasse und Weg zum ersten Mal. Der Radweg orientiert sich an der Landesstraße 267 und bleibt nördlich der Öchsle-Bahn. Über einen leichten Anstieg erreicht man Barabein. Nach dem Ort werden die Seiten an einem unbeschrankten Bahnübergang gewechselt und Schienen, Radweg sowie L267 verlaufen parallel. Kurz vor Äpfingen geht alles wieder auseinander. Der Radler wird durch den Ort geführt und gelangt über einen Berg nach Sulmingen. Auf dem Berg sieht man die Schienen wieder und es bietet sich eine schöne Szenerie, wenn das Öchsle hier vorbeikommt. Die Schmalspur-Bahn macht jetzt einen Knick von Ost–West nach Süd–Ost und streift Sulmingen nur am Rande. Der Fahrradweg folgt der Straße zur Ortsmitte und von hier entlang der K7527 nach Maselheim. Dort führt der Weg zur Dürnach und an deren Ufer entlang nach Wennedach. Hinter einem Hügel taucht im Südwesten wieder die Trasse auf, was am ehesten durch die dampfende Lok wahrgenommen wird. Steil geht es anschließend nach Wennedach hinauf und mitten in den Ort. Der Weg zweigt hier, zum höchsten Punkt der Strecke, links ab: Es werden knapp 600 m ü. NN erreicht. Auf der Hochfläche zwischen Rottum und Dürnach geht es nach Reinstetten, das durch eine steile Abfahrt erreicht wird. Am Ortsausgang treffen sich Radweg und Bahntrasse wieder und verlaufen parallel im Rottum-Tal. Vor Goppertshofen biegt der Radweg wieder ab und zur Rottum hin. An dieser entlang führt der Weg nach Ochsenhausen. Nach kurzer Zeit erreichen Radler und Bahn den Bahnhof von Ochsenhausen und den Endpunkt des Öchsle-Radwegs.

## Literatur

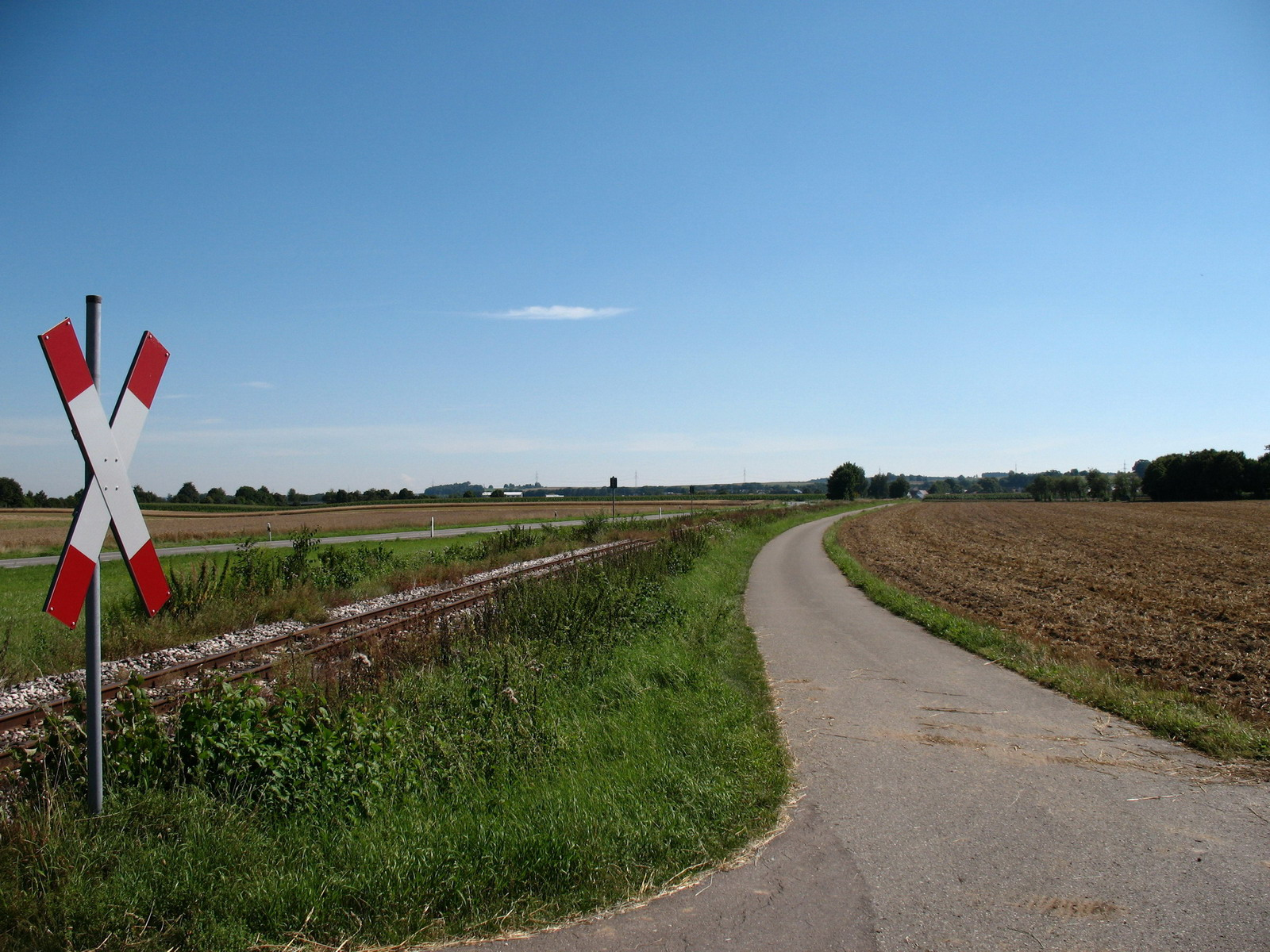
Der Öchsle-Radweg bei Äpfingen